# Майсторович, Даниель
Да́ниель Майсто́рович (швед. Daniel Majstorović; 5 апреля 1977 года, Стокгольм) — шведский футболист, центральный защитник. Провёл 50 матчей за сборную Швеции. С сентября 2016 года работает спортивным директором греческого клуба АЕК.

## Клубная карьера
Начинал карьеру в любительском клубе «Эвергран» ИФ, с 1995 года выступал за «Броммапойкарна». В 1997 году потерял место в стартовом составе и провёл лишь 13 матчей, а клуб выбыл из второй по уровню  лиги в третью. В январе 1998 года по «правилу Босмана» перешёл в выступавшую во Второй Бундеслиге кёльнскую «Фортуну», контракт был рассчитан до июня 1999 года. Главный тренер «Фортуны» Бернд Шустер использовал Майсторовича на позиции либеро, Даниель сыграл в 17-ти матчах второго круга сезона 1997/98. Летом 1998 года главным тренером стал Тони Шумахер, лишивший Майсторовича игровой практики. В октябре 1998 года был на просмотре в английском клубе «Оксфорд». В 1999—2000 годах играл за «Вестерос». В 2000 году «Вестерос» оказался на грани банкротства и был вынужден продать Майсторовича в «Мальмё».
В 2001 году дебютировал в лиге Аллсвенскан, первый матч провёл 9 апреля 2001 года против стокгольмского АИКа, через 4 дня после своего 24-го дня рождения. 14 августа 2003 года дебютировал в еврокубках, отыграв 90 минут в первом матче предварительного раунда Кубка УЕФА против североирландского клуба «Портадаун», «Мальмё» победил со счётом 4:0. 1 сентября 2004 года перешёл в нидерландский клуб «Твенте», контракт был рассчитан на 4 года. 20 января 2006 года подрался с Блезом Нкуфо на тренировке «Твенте». 31 января 2006 года перешёл в швейцарский клуб «Базель», контракт был рассчитан на 2,5 года. В «Базеле» Майсторовичу доверили исполнение пенальти, благодаря чему Даниель забил 23 гола в Суперлиге (5 мячей в 18-ти играх сезона 2005/06, 8 мячей в 35-ти играх сезона 2006/07, 10 мячей в 32-х играх сезона 2007/08).
19 мая 2008 года подписал контракт с греческим клубом АЕК сроком на 3 года с зарплатой около 800 тыс. евро в год. Летом 2010 года руководство АЕКа решило расстаться с Майсторовичем, чтобы сократить зарплатную ведомость. 16 августа 2010 года Даниель Майсторович перешёл в шотландский клуб «Селтик», контракт был рассчитан на 2 года.
15 мая 2012 года подписал контракт с АИКом сроком до конца 2014 года. Впервые вышел на поле после тяжелейшей травмы (разрыв обеих крестообразных связок левого колена 28 февраля 2012 года) 12 сентября 2012 года, в матче Кубка Швеции против любительского клуба «Торсланда». 28 апреля 2013 года забил первый гол АИКа на новом стадионе «Френдс Арена». В 2013 году Майсторович был четвёртым центральным защитником АИКа (после Пера Карлссона, Александра Милошевича и Никласа Бакмана) и был недоволен этим. 1 июля 2013 года Даниель не пришёл на предматчевое собрание команды, и главный тренер АИКа Андреас Альм не включил Майсторовича в заявку на игру. Тем же вечером Даниель встретился с руководством клуба, чтобы обсудить своё будущее. 4 июля Майсторович принёс извинения команде и 5 июля заявил, что хотел бы остаться в клубе. 6 января 2014 года контракт между Майсторовичем и АИКом был расторгнут по обоюдному согласию сторон.

## Карьера в сборных
Провёл 1 товарищеский матч за молодёжную (до 21 года) сборную Швеции, 15 января 1997 года с командой Норвегии.

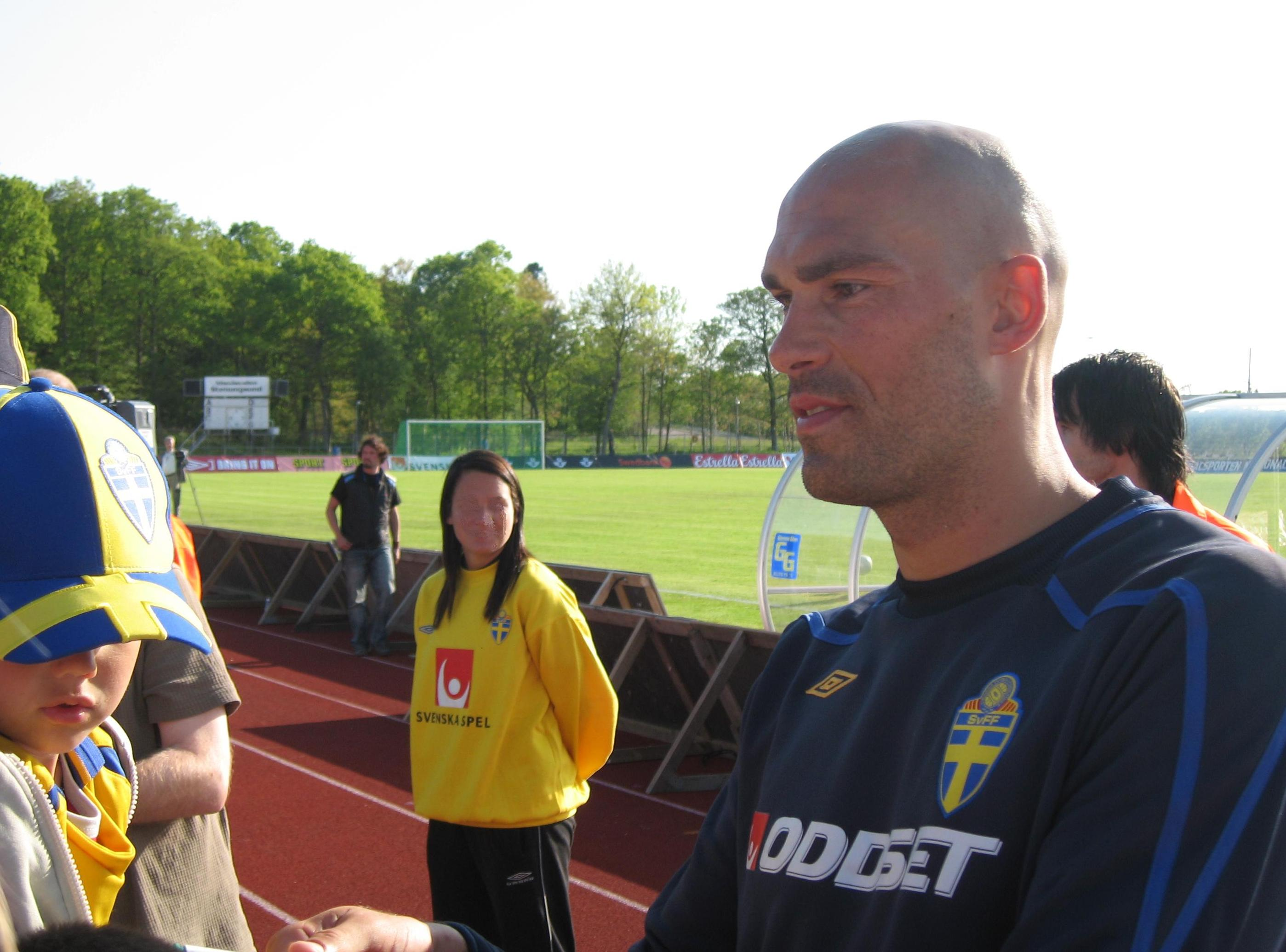
Даниель Майсторович на тренировке сборной Швеции в мае 2008 года

В феврале 2003 года Ларс Лагербек и Томми Сёдерберг включили Майсторовича в состав сборной Швеции (составленной только из футболистов скандинавских клубов) на товарищеский турнир «Кубок короля Таиланда». Первая игра этого турнира, 16 февраля 2003 года с Катаром, стала для Майсторовича дебютной в сборной, Даниель провёл на поле все 90 минут. 11 октября 2006 года впервые сыграл в отборочном матче, Швеция в гостях победила Исландию со счётом 2:1, Майсторович вышел на замену на 90-й минуте игры вместо Юхана Эльмандера. В отборочном турнире к чемпионату Европы 2008 сыграл в четырёх матчах (против Исландии, Северной Ирландии, Лихтенштейна и Латвии). На Евро-2008 был в заявке, но не выходил на поле, будучи дублёром Улофа Мельберга и Петтера Ханссона.

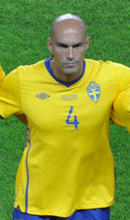
Даниель Майсторович в 2010 году

После Евро-2008 вытеснил Ханссона из стартового состава и стал основным центральным защитником сборной Швеции. В отборочном турнире к чемпионату мира 2010 провёл без замен все 10 матчей, забил гол в ворота сборной Мальты. В товарищеской игре с Австрией 11 февраля 2009 года впервые был капитаном сборной.
28 февраля 2012 года на тренировке сборной Швеции в Загребе Даниель Майсторович получил тяжелейшую травму — разрыв обеих крестообразных связок левого колена — и выбыл из строя на 8 месяцев. По решению штаба сборной травмированный Майсторович поехал с командой на чемпионат Европы 2012, но не в качестве игрока, а в качестве представителя для общения с болельщиками и журналистами. 5 декабря 2012 года Эрик Хамрен включил Майсторовича в состав сборной на Кубок короля Таиланда 2013. 2 матча этого турнира (23 января 2013 года с Северной Кореей и 26 января 2013 года с Финляндией) стали последними в международной карьере Даниеля Майсторовича.

## Карьера руководителя
С сентября 2016 года работает спортивным директором АЕКа. Одним из первых решений Даниеля Майсторовича в этой должности стала смена тренерского штаба в октябре 2016 года: Темури Кецбая и его штаб были уволены, их место заняли Жозе Мораиш (работавший в Швеции в 2005 году) и его штаб. В январе 2017 года АЕК подписал шведского полузащитника Астрита Айдаревича.

## Семья
Женат, является отцом троих детей, которым в октябре 2016 года было 7, 14 и 16 лет. Жена и дети живут в Стокгольме.

## Достижения
- Чемпион Швеции (1): 2004
- Чемпион Швейцарии (1): 2007/08
- Чемпион Шотландии (1): 2011/12
- Обладатель Кубка Швейцарии (2): 2006/07, 2007/08
- Обладатель Кубка Шотландии (1): 2010/11